# Täsch
Täsch est une commune suisse du canton du Valais, située dans le district de Viège.
Elle compte plus de 1 200 habitants. La commune dispose d'un important parking pour les hôtes de la station de Zermatt qui doivent rejoindre la station par un train navette.

## Géographie
La commune se situe dans la vallée de Zermatt, à 26 km au sud-sud-ouest de Viège et à 5,5 km au nord de Zermatt. Elle est délimitée au sud par le territoire de Zermatt et au nord par celui de Randa. Le val de Täsch, long de 7 km, s'ouvre à l'est de la commune et permet de rejoindre la vallée de Saas en franchissant plusieurs cols.
La commune comprend le village de Täsch, situé sur la rive droite de la Viège de Zermatt et traversé par l'un de ses affluents, le Täschbach, ainsi que les hameaux de Zermettjen et Täschberg.
Le territoire de Täsch s'étend sur 58,72 km2. Lors du relevé de 2013-2018, les surfaces d'habitations et d'infrastructures représentaient 1,1 % de sa superficie, les surfaces agricoles 10,6 %, les surfaces boisées 10,3 % et les surfaces improductives 78,0 %.

## Toponymie
Le nom de la commune est d'origine incertaine. Il pourrait dériver d'une forme prélatine *tiska, au sens de tas, qu'on retrouve dans les dialectes modernes pour désigner un tas de bois ou des bûches.
Sa première occurrence écrite date de 1302, sous la forme de tech.

## Histoire
Täsch est le siège des nobles du même nom au XIIIe siècle. Leur dernier descendant, le donzel Johann, cède ses droits à la famille Am Hengart avant 1400.
Sur le plan judiciaire, Täsch forme avec Randa une châtellenie du dizain de Brigue. Le major (puis le grand châtelain) de Brigue exerce la haute justice jusqu'au rattachement de la châtellenie en 1552 à la majorie de Saint-Nicolas (juridiction libre). Sur le plan religieux, Täsch relève de Viège, avant de devenir paroisse en 1423.
Le règlement des droits d'usage sur la Täschalp est mis par écrit en 1555, la délimitation de la frontière avec Zermatt fixée en 1560 et celle avec Randa en 1844 (séparation de Täsch et de Randa en 1798).
La commune est reliée au réseau ferroviaire en 1891.
La route de la vallée s'arrête officiellement à Täsch depuis 1972. Un parking est à la disposition des touristes qui poursuivent leur route en train vers Zermatt en gare de Täsch.
Le village est gravement endommagé à deux reprises par le Täschbach sorti de son lit, le 13 juin 1957 en juin 2001,,. Le ruisseau est canalisé depuis 1958.

## Population et société

### Surnom
Les habitants de la commune sont surnommés der Reis, soit ceux qui aiment le riz.

### Démographie

#### Évolution de la population
Täsch compte 1 333 habitants au 31 décembre 2022 pour une densité de population de 23 hab/km2. Sur la période 2010-2019, sa population a augmenté de 16,7 % (canton : 10,5 % ; Suisse : 9,4 %).  

#### Pyramide des âges
En 2020, le taux de personnes de moins de 30 ans s'élève à 35 %, au-dessus de la valeur cantonale (31,7 %). Le taux de personnes de plus de 60 ans est quant à lui de 15,4 %, alors qu'il est de 26,6 % au niveau cantonal.
La même année, la commune compte 686 hommes pour 659 femmes, soit un taux de 51 % d'hommes, supérieur à celui du canton (49,6 %).
| Hommes | Classe d’âge | Femmes |
| ------ | ------------ | ------ |
| 0,1    | 90 ans ou +  | 0,2    |
| 4,2    | 75 à 89 ans  | 5,0    |
| 11,1   | 60 à 74 ans  | 10,2   |
| 26,5   | 45 à 59 ans  | 24,0   |
| 23,8   | 30 à 44 ans  | 25,0   |
| 20,0   | 15 à 29 ans  | 16,8   |
| 14,3   | - de 14 ans  | 18,8   |

| Hommes | Classe d’âge | Femmes |
| ------ | ------------ | ------ |
| 0,5    | 90 ans ou +  | 1,2    |
| 7,5    | 75 à 89 ans  | 9,4    |
| 16,8   | 60 à 74 ans  | 17,7   |
| 22,2   | 45 à 59 ans  | 21,7   |
| 20,3   | 30 à 44 ans  | 19,4   |
| 17,7   | 15 à 29 ans  | 16,6   |
| 14,9   | - de 14 ans  | 14,1   |

## Économie
Voué à l'agriculture de montagne, le village s'ouvre au tourisme au xixe siècle sous l'influence de Zermatt. L'hôtel Täschhorn est construit en 1904, suivi par six autres établissements, ainsi que par de nombreux chalets et résidences de vacances.
En 2005, le secteur tertiaire offre 88 % des emplois. La commune enregistre plus de 90 000 nuitées en 2009.
Beaucoup de saisonniers qui travaillent à Zermatt habitent à Täsch.
Un petit barrage hydroélectrique est en fonction sur le Täschbach depuis décembre 1992.

## Héraldique
| Blason | Blasonnement : « De gueules à la fasce d'argent surmontée d'une étoile à six rais du même. » |

Les armoiries communales valaisannes sont soumises à l'approbation du Conseil d'État.